# Scenedesmus
Scenedesmus és un gènere d'algues verdes de la família Chlorophyceae. Són organismes colonials i sense motilitat. S'utilitzen per obtenir bioproteïnes.

## Imatges

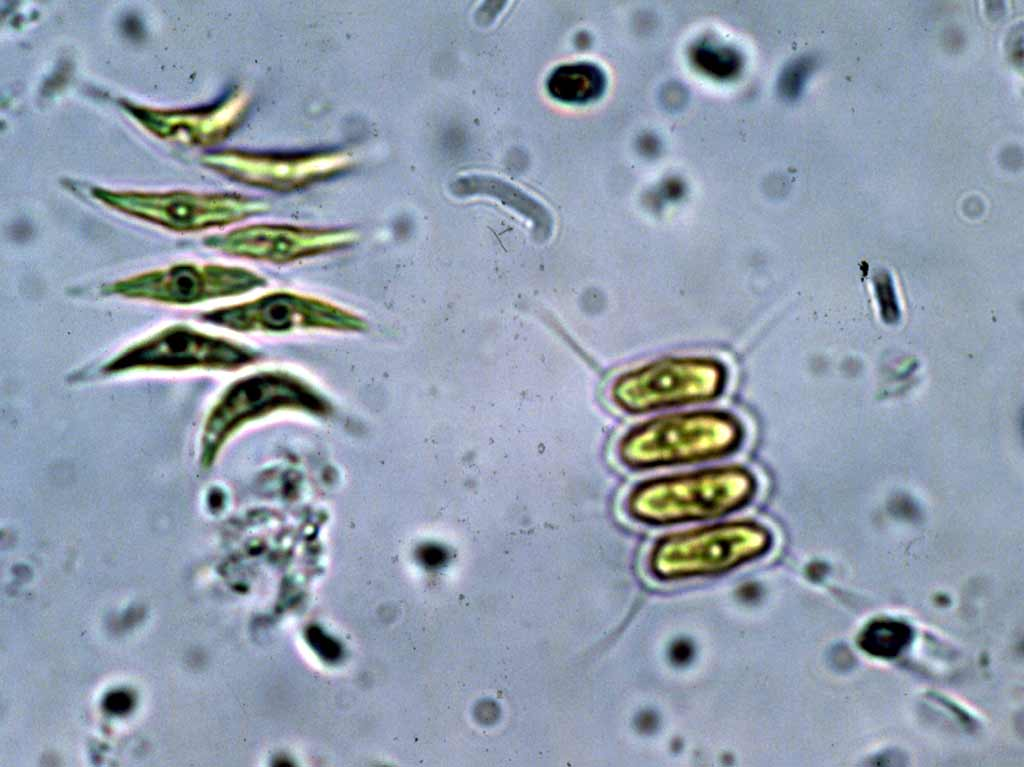
Scenedesmus quadricauda
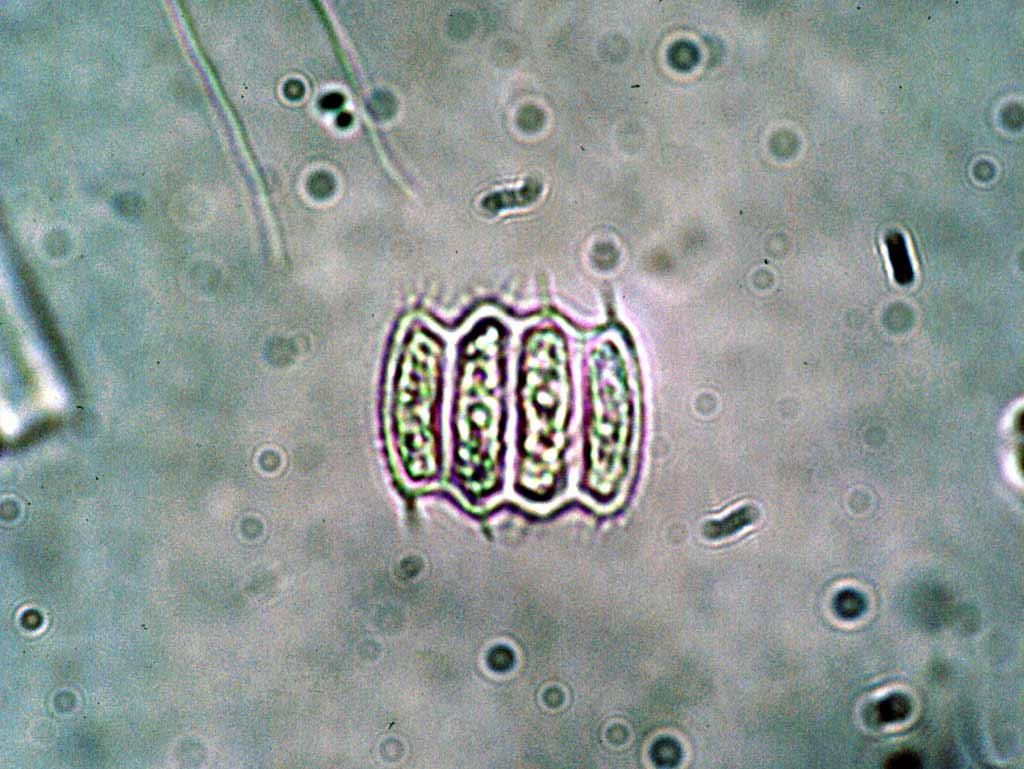
Scenedesmus brasiliensis
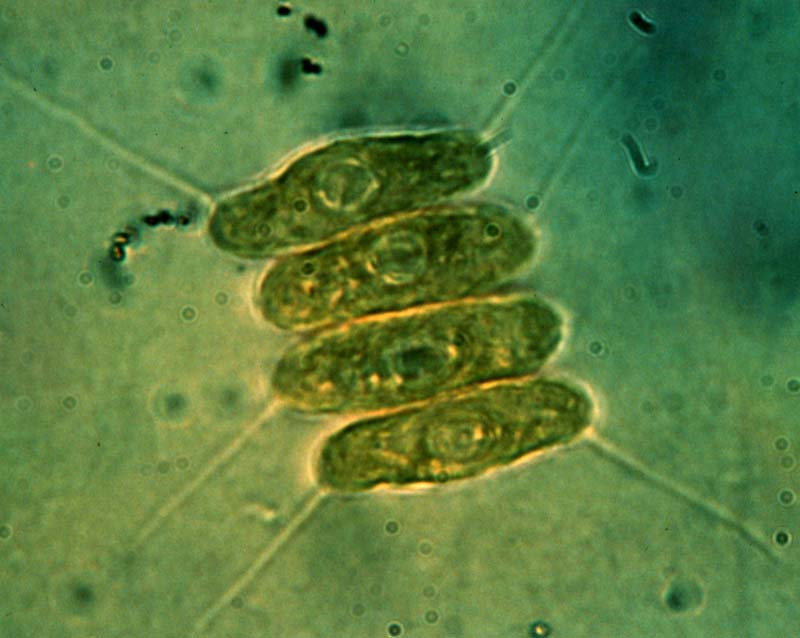
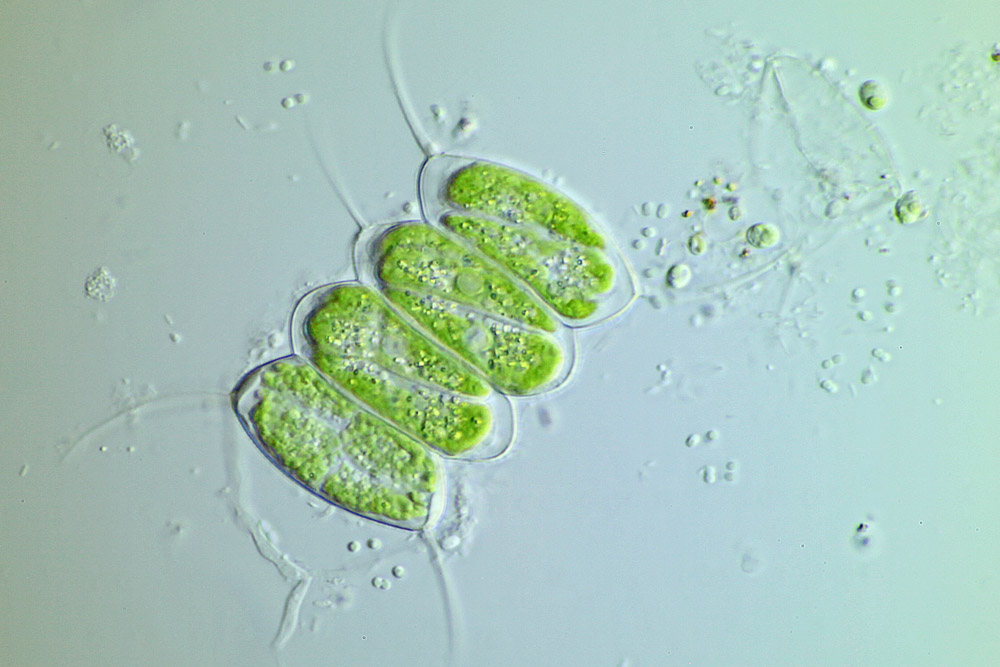
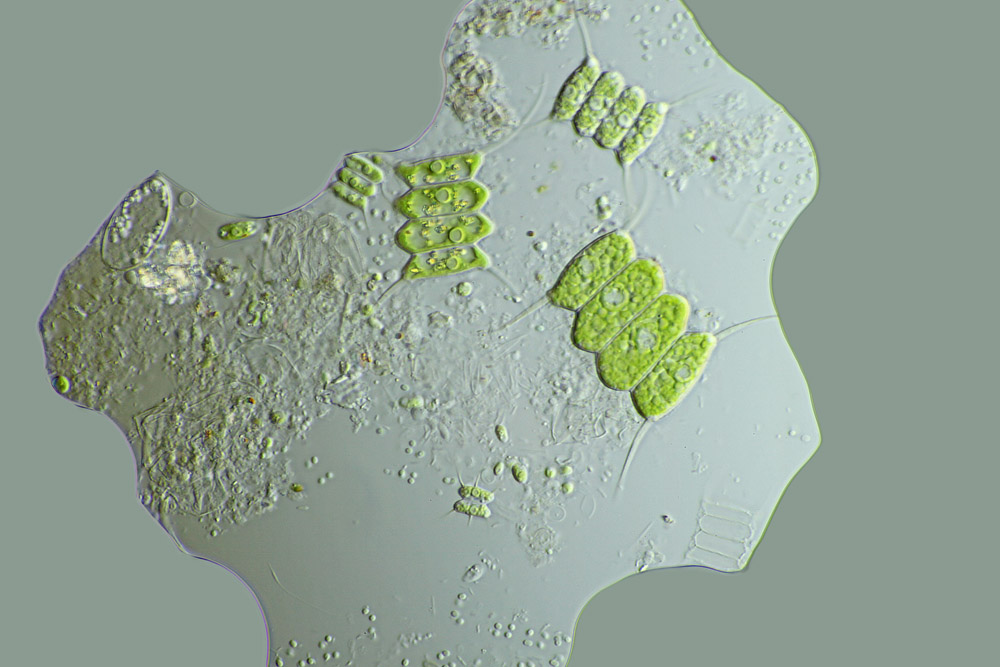